# Tjernitsa (distrikt)
Tjernitsa (bulgariska: Черница) är ett distrikt i Bulgarien.   Det ligger i kommunen Obsjtina Sungurlare och regionen Burgas, i den östra delen av landet, 290 km öster om huvudstaden Sofia.
Trakten runt Tjernitsa består till största delen av jordbruksmark. Runt Tjernitsa är det ganska glesbefolkat, med 22 invånare per kvadratkilometer.